# Acción Anticomunista
Acción Anticomunista fue una organización política antimarxista fundada en agosto de 1932 en Barcelona. Su objetivo era "Luchar en todos los terrenos legales contra la difusión del ideario genéricamente llamado comunismo". Su presidente era Joaquín María Torres de Cruells.